# Giuseppe Balducci (Komponist)
Giuseppe Balducci (* 2. Mai 1796 in Jesi; † 1845 in Málaga) war ein italienischer Komponist.

## Leben
Giuseppe Balducci wurde bereits als Kind musikalisch ausgebildet. Im Alter von 17 Jahren gründete er ein Laienorchester, mit dem er einige der damals populären Opern von Johann Simon Mayr und Ferdinando Paër aufführte. Er selbst war Dirigent und erster Tenor der Truppe. 1817 floh er nach Neapel, um einem Duell in Jesi zu entgehen. In Neapel wurde er zunächst Schüler bei Giacomo Tritto und dann bei Niccolò Antonio Zingarelli. Er wurde Musiklehrer der besseren neapolitanischen Gesellschaft und gründete ein weiteres Orchester, das ausschließlich aus seinen eigenen Schülern bestand. Die enge Freundschaft zur Familie Capece Minutolo sollte für sein weiteres Leben und Werk prägend werden. Die drei Töchter von Raimondo und der Marchesa Matilde della Sonora Capece Minutolo (Paolina, Adelaide und Clotilde) wurden Balduccis Musikschülerinnen, „für die er eine regelrechte Bibliothek mit Notenmaterial anlegte, welches sich heute im Konservatorium San Pietro a Majella in Neapel befindet“. Für sie schrieb er auch seine Salonopern, die in privatem Kreis aufgeführt wurden. In den 1830er-Jahren wurde der Salon der Familie zu einem bekannten Musiksalon Neapels.
Als Raimond Capece Minutolo 1827 starb, war Balducci eine Art Manager und Geschäftsberater der Familie geworden. Nach dem Tod der Marchesa 1839 in Málaga übernahm er die Verantwortung und blieb der Familie eng verbunden. Sein gesundheitlicher Zustand zwang ihn zunehmend selbst zu längeren Spanienaufenthalten. Seine letzte Reise trat er 1845 erkrankt an und musste sie in Marseille unterbrechen. Statt nach Neapel umzukehren, setzte er seine Reise nach Málaga fort, wo er verstarb.

## Forschung
Ohne die jüngsten Forschungen des neuseeländischen Musikwissenschaftlers Jeremy Commons wäre vom Leben und Werk des Komponisten nicht viel bekannt. In seiner Heimatstadt Jesi ist Balducci vergessen. Seit den 1980er-Jahren sammelt Commons in Archiven und Bibliotheken in Neapel, Bologna, Jesi und anderen italienischen Städten Informationen über Balduccis Leben und entdeckte dabei Notenmaterial zu einigen seiner Werke. Ihm ist die Wiederentdeckung und inzwischen auch Wiederaufführung dieses Komponisten zu verdanken.

## Werke
Opern
- Le nozze di Don Desiderio., Melo-dramma per musica. 1823
- Tazia. Dramma in un atto. 1826
- Bianca Turenga. Melodramma in tre atti. 1838

Salonopern
- Boabdil – Re di Granata. Opera Seria in zwei Akten. 1827. Erste Privataufführung in Neapel im März 1827. Öffentliche Uraufführung bei Rossini in Wildbad, Bad Wildbad, 7. Juli 2007 unter der Regie von Kay Link.
- I gelosi. (deutsch: Die Eifersüchtigen.) 1834. Wiederaufführung 2006 bei Rossini in Wildbad.
- Il noce di Benevento. 1837. Wiederaufführung 2011 bei Rossini in Wildbad.
- Il Conte di Marsico. Melodramma. 1839. Wiederaufführung 2016 im Teatro Sarrià in Barcelona und bei Rossini in Wildbad.